# Synchrone rotatie

links: maan in synchrone rotatie
rechts: maan met vaste as

Synchrone rotatie of gebonden rotatie is in de astronomie de situatie waarbij van een hemellichaam de rotatieperiode om zijn eigen as gebonden is aan de omlooptijd om een ander hemellichaam. Als de rotatieperiode gelijk is aan de omlooptijd, betekent dit dat steeds dezelfde kant van het hemellichaam gericht is naar de ster of planeet waar het omheen draait.
Het bekendste voorbeeld is de Maan van de Aarde. De rotatie van de Maan om haar as duurt een siderische maand, dus even lang als het afleggen van een volledige baan rond de Aarde. Wij zien daardoor altijd dezelfde kant van de Maan, de voorkant van de Maan. De meeste manen bij planeten in het zonnestelsel hebben een synchrone rotatieperiode, vooral als de baan relatief dicht bij de planeet ligt. De Jupitermaan Ganymedes is altijd met dezelfde kant naar de reuzenplaneet gekeerd.
Synchrone rotatie wordt veroorzaakt door de getijdenwerking die het zwaardere hemellichaam heeft op de satelliet. Door de getijdenwerking wordt de satelliet enigszins uitgerekt tot een ellipsoïde, met de lange as in de richting van het getijverwekkend lichaam. Door de wrijving die ontstaat als gevolg van het roteren van de satelliet ten opzichte van de ellipsoïde, waarbij de getijbergen zich over de satelliet verplaatsen, neemt de rotatiesnelheid van de satelliet af totdat de ellipsoïde een vaste plek heeft ten opzichte van de satelliet.
Bij het stelsel van de planeet Pluto en maan Charon is de synchrone rotatie wederzijds. Beide hemellichamen keren dezelfde kant naar elkaar toe.
Veel communicatiesatellieten hebben een geostationaire baan, wat betekent dat de omlooptijd gelijk is aan de rotatietijd van de Aarde en ze aan een vast punt aan de hemel lijken te staan. Hun hoogte daarbij heet de synchronisatiehoogte van de satelliet. Dit is ook synchrone rotatie, maar die is niet door wrijving veroorzaakt en het is niet zo dat de rotatie van de Aarde door getijdenkrachten is veranderd en zich bij de omlooptijd van de satelliet heeft aangepast. In dit geval is het zelfs nodig dat de satelliet af en toe wordt bijgestuurd om in de juiste positie ten opzicht van de Aarde te blijven.